# Benjamin Melniker
Benjamin Melniker (Bayonne, 25 de maio de 1913 - Roslyn Harbor, New York, 26 de fevereiro de 2018) foi um executivo e produtor de cinema norte-americano. Foi executivo da Metro-Goldwyn-Mayer e produtor da franquia Batman no cinema, além de outras produções da DC Comics. Foi um dos mais longevos executivos da Era de Ouro do Cinema Americano.

## Carreira
Foi contratado em 1939 pela Metro-Goldwyn-Mayer e chegou ao cargo de vice-presidente executivo e presidente do comitê de seleção de filmes do estúdio. Entre os roteiros que ajudou a virar filme, nesta época, foram: Ben-Hur, 2001: A Space Odyssey e Doutor Jivago (filme).
Em 1979, já produtor independente e fora da MGM, comprou os direitos cinematográficos do Batman da DC Comics. Entre os filmes da saga Batman que produziu estão Batman (1989), Batman: Under the Red Hood, Batman & Mr. Freeze: SubZero, Batman: Mystery of the Batwoman, Batman & Robin, Batman Returns, Batman vs. Two-Face,  The Dark Knight Returns, Batman Unlimited: Mechs vs. Mutants, Batman: Gotham Knight.
Também produziu Constantine, The Lego Movie e a série de animação da personagem Carmen Sandiego.